# Thomas Basila
Thomas Hervé Basila (* 30. April 1999 in Orléans) ist ein französischer Fußballspieler. Der Innenverteidiger steht seit 2025 beim FK Žalgiris ausgeliehen.

## Karriere

### Verein
Basila durchlief zunächst Jugendmannschaften vom FC Saint-Jean-le-Blanc und von US Orléans. 2013 wechselte er in die Jugend des FC Nantes. Am 1. Oktober 2016 absolvierte er erstmals ein Spiel für die zweite Mannschaft. Sein Debüt in der ersten Mannschaft in der Ligue 1 gab Basila am 12. April 2019 gegen Olympique Lyon. Bis zum Sommer 2021 kam er in neun Ligaspielen der A-Mannschaft zum Einsatz. Im Anschluss wechselte er ablösefrei nach Belgien zum KV Ostende, wurde allerdings sofort für zwei Jahre zurück nach Frankreich zur AS Nancy verliehen.

### Nationalmannschaft
Basila spielte für diverse Jugendnationalmannschaften Frankreichs und nahm im Zuge dessen unter anderem an der U-19-Fußball-Europameisterschaft 2018 und U-20-Fußball-Weltmeisterschaft 2019 teil.